# Olympische Jugend-Sommerspiele 2014/Teilnehmer (Spanien)
| Gelbes Symbol für Goldmedaillen mit stilisierten Olympischen Ringen | Graues Symbol für Silbermedaillen mit stilisierten Olympischen Ringen | Braundes Symbol für Bronzemedaillen mit stilisierten Olympischen Ringen |
| ------------------------------------------------------------------- | --------------------------------------------------------------------- | ----------------------------------------------------------------------- |
| 2                                                                   | 1                                                                     | 6                                                                       |

Die Jugend-Olympiamannschaft aus Spanien für die II. Olympischen Jugend-Sommerspiele vom 16. bis 28. August 2014 in Nanjing (Volksrepublik China) bestand aus 66 Athleten.

## Athleten nach Sportarten

### Badminton
| Mädchen - Clara Azurmendi Einzel: 5. Platz Mixed: 25. Platz (mit Krzysztof Jakowczuk Polen) | Jungen - Luis Peñalver Einzel: 9. Platz Mixed: 17. Platz (mit Chlorie Cadeau Seychellen) |

### Basketball
| Mädchen - 3x3: Bronze - Lucía Togores Shoot-out: Gold - Ana Begoña Calvo Shoot-out: 20. Platz - Laia Flores Shoot-out: 11. Platz - Helena Orts Shoot-out: 57. Platz | Jungen - 3x3: 10. Platz - Adnan Omeragic Dunk: 4. Platz - Xabier Oroz - Eduardo Sánchez - Arnau Triginer |

### Bogenschießen
Mädchen
- Alicia Marín
Einzel: 7. Platz
Mixed: 17. Platz (mit Ali El-Ghrari  Libyen)

### Golf
| Mädchen - Celia Barquín Einzel: 12. Platz Mixed: 17. Platz | Jungen - Iván Cantero Einzel: 20. Platz Mixed: 17. Platz |

### Hockey
Jungen
- Bronze
- Manuel Bordas
- Jordi Farrés
- Lucas García
- Marcos Giralt
- Enrique González
- Jan Lara
- Pol Parrilla
- Llorenc Piera
- Joan Tarres

### Judo
Mädchen
- Sara Rodríguez
Klasse bis 78 kg: Bronze 
Mixed: 9. Platz (im Team Yamashita)

### Kanu
Mädchen
- Camila Morison
Kajak-Einer Sprint: Bronze 
Kajak-Einer Slalom: 9. Platz

### Leichtathletik
| Mädchen - Celia Antón 800 m: 10. Platz 8 × 100 m Mixed: 61. Platz - Irene Vázquez 5 km Gehen: 6. Platz 8 × 100 m Mixed: 13. Platz - Noemí Sempere Weitsprung: 11. Platz 8 × 100 m Mixed: 5. Platz - Ana Garijo Dreisprung: 12. Platz 8 × 100 m Mixed: 42. Platz | Jungen - Aitor Ekobo 100 m: 4. Platz 8 × 100 m Mixed: 27. Platz - Jesús Serrano 400 m: 8. Platz 8 × 100 m Mixed: 46. Platz - Jordi Torrents 3000 m: 5. Platz 8 × 100 m Mixed: 28. Platz - Juan José Garrancho 110 m Hürden: 5. Platz 8 × 100 m Mixed: 9. Platz - Manuel Bermúdez 10 km Gehen: 6. Platz 8 × 100 m Mixed: 54. Platz - Noel-Aman del Cerro Stabhochsprung: Gold 8 × 100 m Mixed: Bronze - Alejandro Kedar Dreisprung: 10. Platz 8 × 100 m Mixed: 27. Platz - Manu Quijera Speerwurf: 10. Platz 8 × 100 m Mixed: 59. Platz |

### Moderner Fünfkampf
| Mädchen - Aroa Freije Einzel: 15. Platz Mixed: 11. Platz (mit Brendan Anderson Vereinigte Staaten) | Jungen - Joan Gispert Einzel: 14. Platz Mixed: 13. Platz (mit Isabel Brand Guatemala) |

### Radsport
Mädchen
- Elisabet Escursell
- María Rodríguez
Kombination: 21. Platz
Mixed: 18. Platz (mit Realdo Ramaliu und Ridion Kopshti  Albanien)

### Rudern
Mädchen
- María Lao
- Valeria Palma
Zweier: 11. Platz

### Rugby
Mädchen
- . 5. Platz
- Maitane Berasaluce
- Teresa Bueso
- Amaia Erbina
- Raquel García
- Ainhoa García
- Hannah Gascoigne
- Florencia Paulos
- Anna Ramón
- Marina Seral
- Ana Tortosa
- Ana Vila
- Paula Xutgla

### Schwimmen
| Mädchen - 4 × 100 m Lagen: 10. Platz - Sandra Pallares 100 m Freistil: 24. Platz 200 m Freistil: 23. Platz 400 m Freistil: 17. Platz 4 × 100 m Freistil Mixed: 8. Platz - África Zamorano 200 m Freistil: 11. Platz 200 m Rücken: Bronze 200 m Lagen: 4. Platz 4 × 100 m Freistil Mixed: 8. Platz 4 × 100 m Lagen Mixed: 8. Platz - Jimena Pérez 400 m Freistil: 12. Platz 800 m Freistil: Silber 200 m Schmetterling: 8. Platz 200 m Lagen: 10. Platz - Laura Yus 50 m Rücken: 16. Platz 100 m Rücken: 13. Platz 200 m Rücken: 21. Platz 4 × 100 m Lagen Mixed: 8. Platz | Jungen - 4 × 100 m Freistil: 6. Platz 4 × 100 m Lagen: 6. Platz - Juan Marín 50 m Freistil: 27. Platz 100 m Freistil: 22. Platz 200 m Freistil: 23. Platz 4 × 100 m Freistil Mixed: 8. Platz 4 × 100 m Lagen Mixed: 8. Platz - Marc Vivas 200 m Freistil: 14. Platz 400 m Freistil: 13. Platz 800 m Freistil: 19. Platz - Guillermo Sánchez 400 m Freistil: 8. Platz 200 m Lagen: 5. Platz 4 × 100 m Lagen Mixed: 8. Platz - Gonzalo Carazo 100 m Brust: 19. Platz 200 m Lagen: 14. Platz 4 × 100 m Freistil Mixed: 8. Platz 4 × 100 m Lagen Mixed: 8. Platz |

### Segeln
Mädchen
- María Fatou
Windsurfen: 14. Platz

### Taekwondo
Jungen
- Jesús Tortosa
Klasse bis 55 kg: Bronze

### Triathlon
| Mädchen - Carmen Gómez Einzel: 9. Platz Mixed: Silber (im Team Europa 3) | Jungen - Alberto González Einzel: 6. Platz Mixed: 5. Platz (im Team Europa 2) |